# Brasil en los Juegos Paralímpicos de Pekín 2022
Brasil estuvo representado en los Juegos Paralímpicos de Pekín 2022 por seis deportistas, cinco hombres y una mujer. El equipo paralímpico brasileño no obtuvo ninguna medalla en estos Juegos.